# Lucio Cacio Céler
Lucio Cacio Céler (fl. siglo III) fue un oficial militar romano y senador que fue nombrado cónsul sufecto cerca de 234.

## Biografía
Cacio Céler fue un miembro de la gens Cacia del siglo III y se ha especulado que podría haber sido el hijo o el nieto de Publio Cacio Sabino (cónsul en 216).
Se deconocen los datos del principio de la carrera de Cacio Céler. Fue nombrado Legatus Augusti pro praetore (o gobernador imperial) de la provincia de Tracia en algún momento entre el 238 y el 241. Durante esta época fue nombrado probablemente cónsul sufecto in absentia, cerca de 241. A este le siguió su cargo de Legatus Augusti pro praetore de Mesia en 242.
Cacio Céler pudo haber sido el hermano de Sexto Cacio Clementino Prisciliano, cónsul en 230, y de Cayo Cacio Clemente, cónsul sufecto c. 235.